# Tephrochares inquinata
Tephrochares inquinata är en fjärilsart som beskrevs av Lederer 1857. Tephrochares inquinata ingår i släktet Tephrochares och familjen nattflyn. Inga underarter finns listade i Catalogue of Life.